# کونگسنگن
شهر کونگسنگن (به سوئدی: Kungsängen) در ناحیه شهری اوپلندز-برو در کشور سوئد واقع شده‌است. جمعیت این شهر ۲۵۴۵٫۷۹  نفر است.